# Cladophora albida
Espèce
 Cladophora albida est une espèce d'algues vertes de la famille des Cladophoraceae.

## Description
Cette espèce présente un thalle formant une touffe de filaments fortement ramifiés, de couleur vert pâle à vert moyen. L'algue mesure de 0,5 à 5 cm, parfois même 7 cm de hauteur. Elle est accrochée au substrat par des rhizoïdes formés par les cellules basales mais parfois aussi par des cellules situées un peu plus haut sur l'individu. Les différents filaments, densément réunis à la base, diminuent très graduellement d'épaisseur en remontant vers leur extrémité : les cellules proches de la base ont un diamètre de 40 à 80 µm alors que les cellules apicales ont un diamètre de 16 à 32 µm. Les ramifications se font assez souvent de façon unilatérale (du même côté du filament). 

## Répartition et habitat
Cette espèce marine est assez largement répandu dans les eaux tempérées.
Elle vit près des littoraux le plus souvent rocheux et moyennement battus.

## Nomenclature et systématique
Cette espèce a été scientifiquement décrite pour la première fois en 1820 sous le nom Annulina albida  par le zoologiste et botaniste allemand Christian Gottfried Daniel Nees von Esenbeck, dans Horae Physicae Berolinensis.
En 1843, Friedrich Traugott Kützing crée le genre Cladophora et y intègre cette espèce.